# Cristiano Camillucci
Cristiano Camillucci (Terni, 7 marzo 1981) è un calciatore e allenatore di calcio italiano, centrocampista e allenatore del Pienza.

## Carriera

### Giocatore
Muove i suoi primi passi nel settore giovanile della Ternana, per poi trasferirsi nei dilettanti del Cesi. Nel 2001 compie il grande salto tra i professionisti e viene tesserato dal Sansovino.
Nel 2004 passa ai marchigiani dalla Sambenedettese dove rimane per tre stagioni.
Nel 2007 si trasferisce alla Sangiovannese, dove rimane solo per metà campionato visto che a gennaio 2008 viene ingaggiato dall'Ancona. Conquista la promozione in Serie B con il club marchigiano, vincendo la finale play-off contro il Taranto. Rimane con il club dorico anche nelle due successive stagioni in cadetteria.
In seguito milita in Lega Pro Prima Divisione, per una stagione all'Alessandria,  e per una stagione al Sorrento, disputando con entrambe le formazioni i play-off validi per raggiungere la Serie B.
Nel 2012 passa all'Empoli in Serie B dove sfiora la promozione in massima serie, sfumata in finale play-off contro il Livorno.
Il 14 gennaio 2014 firma con l'A.C. Cuneo 1905. Il 9 luglio 2014, viene ingaggiato dall'Ancona e torna ad indossare la maglia dei Dorici, con cui è stato protagonista tra il 2008 e il 2010.
Il 21 ottobre 2015 firma per la Sangiovannese squadra partecipante al campionato di Serie D.
Nella formazione toscana disputa un campionato di ottimo livello, collezionando 26 presenze da titolare, a cui aggiungere quelle di Coppa Italia, che hanno visto la compagine di San Giovanni Valdarno arrivare sino alle semifinali perse con la Unicusano Fondi, vincitrice poi del titolo nazionale.

### Allenatore
Il 7 giugno 2024 diviene allenatore-giocatore del Pienza.